# 马里LGBT权益
女同性恋，男同性恋，双性恋和跨性别（LGBT）人群在马里面临着许多法律和社会方面的挑战。根据2007年皮尤研究中心的调查显示，98％的马里成年人认为，同性恋是社会不接受的一种生活方式，这在45个受访国家中不接受率最高。

## 有关同性性行为的法律
私密、成人、自愿和非商业性的同性性行为在马里是合法的。虽然法律上合法，但大多数马里公民普遍的文化和宗教信仰仍将同性性行为和非传统性别角色视为不道德。
刑法第179条规定“公开猥亵”行为会被罚款和监禁，这有时被用于公开展示感情的LGBT人士。

## 反歧视保障
該國没有反歧视法律来保护LGBT人群免受骚扰和虐待。虽然在国家一级没有基于性取向的官方歧视，但社会歧视普遍存在。

## 儿童收养
2011年12月2日，国民议会通过的《马里人权法》第522条禁止同性恋者收养儿童，随后马里总统签署了法律。

## 生存现状
马里艾滋病组织为男男性接触人群（MSM）提供保健服务，他们的负责人介绍，马来社会对男男性接触人群并不宽容。他们“没有权利，所有对男男性接触人群的文化信仰都是消极的。”男男性接触人群被迫进性行双性恋或地下性行为，使他们处于性传播和艾滋病毒感染的高风险。“喜欢男人的男人被迫与异性结婚，就不会给家人带来耻辱，但他们仍然有男人作为性伴侣。”
美国国务院2011年人权报告注意到：
该国没有公开的女同性恋、男同性恋、双性恋和跨性别（LGBT）组织。LGBT组织的免费集会受到禁止“为不道德的目的”结盟的法律的阻碍；2005年，巴马科当时的省长引用这项法律拒绝正式承认同性恋权利协会。——美國國務院，2011年人权报告

## 概况
| 同性性行为合法                                       | 是               |
| 同意年龄平等                                         | （自1961年）     |
| 反就业歧视法律                                       | 否               |
| 提供商品和服务的反歧视法律                           | 否               |
| 在所有其他领域的反歧视法律（包括间接歧视，仇恨言论） | 否               |
| 同性婚姻                                             | 否               |
| 同性伴侣关系                                         | 否               |
| 同性伴侣收养继子女                                   | （自2011年禁止） |
| 同性伴侣联合收养                                     | （自2011年禁止） |
| 同性恋军人允许公开服役                               |                  |
| 有权改变法律性别                                     |                  |
| 女同性恋试管婴儿                                     | 否               |
| 男同性恋情侣商业代孕                                 | 否               |
| 男男性接触人群（MSM）允许捐血                        | 否               |